# Ingrid Boulting
Ingrid Boulting, född 1947 i Transvaal, är en sydafrikansk-brittisk fotomodell, skådespelare och balettdansare.

## Biografi
Boulting är dotter till skådespelaren och fotomodellen Enid Boulting (född Munnik). Hennes styvfar var den brittiske filmskaparen Roy Boulting. Mellan 2 och 7 års ålder bodde Boulting hos sina morföräldrar i Sydafrika, då hennes mor flyttade till London 1949 för att sedan bli en av 1950-talets mest framgångsrika fotomodeller. Vid 7 års ålder flyttade Boulting till England. Hon studerade vid Royal Ballet School i London. Vid 15 års ålder kom hon i kontakt med moderedaktören Catherine Milinaire, som eftersökte en balettdansös för ett modereportage i tidskriften Queen. Milinaire handplockade Boulting för jobbet, vilket blev startskottet för dennas modellkarriär.
Som fotomodell arbetade Boulting med några av tidens största modefotografer, däribland Richard Avedon, David Bailey, Norman Parkinson, Sarah Moon och Irving Penn. Boulting figurerade på sju omslag till modemagasinet Vogue under 1960-talet och 1970-talet. Hon var ansiktet utåt för modebutiken Bibas kosmetiklinje. 
Boulting har även ägnat sig åt skådespeleri. Under 1960-talet spelade hon roller i teaterpjäser och i en rad brittiska filmer och TV-serier. I början av sin skådespelarkarriär använde Boulting artistnamnet Ingrid Brett. Boulting hade en mer framträdande roll i Den siste magnaten (1976) i regi av Elia Kazan, baserad på F. Scott Fitzgeralds roman Den siste magnaten.
Boulting är bosatt i Ojai, Kalifornien. Hon har arbetat som yogainstruktör sedan 1988 och är grundare och ägare av yogastudion Sacred Space Studio.

## Filmografi
- 1966 – The Witches
- 1967 – Den stora stöten
- 1967 – Dixon of Dock Green (TV-serie)
- 1968 – Inadmissible Evidence
- 1968 – Kampf um Rom I
- 1969 – Journey to the Unknown (TV-serie)
- 1969 – Kampf um Rom II – Der Verrat
- 1976 – Den siste magnaten
- 1984 – Mickey Spillane's Mike Hammer (TV-serie)
- 1985 – Deadly Passion
- 1985 – Skymningszonen (TV-serie)
- 1986 – One Life to Live (TV-serie)
- 2006 – Conversations with God